# تنگ باد
تنگ باد نام یکی از روستاهای استان فارس و شهرستان خنج است. این روستا دارای تابستان‌های گرم و زمستانهای معتدل است و اگر بارندگی خوب باشد دارای بهاری دل‌انگیز است. این روستا از موهبت‌های زیادی بر خوردار است، وجنگل‌هایی از درختان صحرایی مانند: کُور، کُنار، کِرت، سمر، کُوهِنگ، سَلَم روستا را احاطه نموده‌است.